# Suka Ramai (Binjai Barat)
Suka Ramai is een bestuurslaag in het regentschap Binjai van de provincie Noord-Sumatra, Indonesië. Suka Ramai telt 8272 inwoners (volkstelling 2010).